# Gabriel Cullaigh
Gabriel Rowan Cullaigh (Holmfirth, 8 april 1996) is een Engels wielrenner die in 2022 reed voor Saint Piran.

## Carrière
Als junior werd Cullaigh in 2013 tweede in het nationale kampioenschap op de weg, achter Christopher Lawless. In zijn tweede seizoen als junior won hij drie medailles tijdens de Europese kampioenschappen op de baan en nam hij deel aan de wegwedstrijd op het wereldkampioenschap, die hij niet uitreed.
Als eerstejaars belofte won Cullaigh de eerste etappe in de Vredeskoers voor beloften. De leiderstrui die hij daaraan overhield raakte hij een dag later kwijt aan Gregor Mühlberger. Later dat jaar werd hij onder meer zevende in de Beaumont Trophy en achtste in het nationale kampioenschap tijdrijden in zijn categorie. In maart 2016 sprintte hij in een groep van vier, achter Mads Pedersen en Anders Skaarseth, naar de derde plaats in Gent-Wevelgem/Kattekoers-Ieper. In de Ronde van Vlaanderen voor beloften werd hij negentiende. In juni van dat jaar werd Cullaigh, achter Scott Davies en Tao Geoghegan Hart, derde in het nationale kampioenschap tijdrijden voor beloften. In diezelfde discipline en categorie werd hij vijfde op het Europese kampioenschap.
In 2017 reed Cullaigh voor SEG Racing Academy. Namens die ploeg werd hij in maart achtste in de door Thomas Boudat gewonnen Grote Prijs van Lillers. Later dat jaar werd hij tiende in het nationale beloftenkampioenschap tijdrijden, dat voor de vierde maal op rij werd gewonnen door Scott Davies. In 2018 maakte hij de overstap naar Team Wiggins. Zijn eerste zege voor de ploeg behaalde hij in maart van dat jaar, toen hij in de openingsetappe van de Ronde van Alentejo de snelste was in de sprint. De leiderstrui die hij daaraan overhield raakte hij een dag later kwijt aan zijn ploeggenoot Mark Downey. In de derde etappe sprintte hij, achter Dmitri Strachov, naar de tweede plaats.

## Baanwielrennen

### Palmares
| Jaar     | BK       | EK                                         | WK       | Overig   |
| Junioren | Junioren | Junioren                                   | Junioren | Junioren |
| -------- | -------- | ------------------------------------------ | -------- | -------- |
| 2014     |          | Ploegenachtervolging, Scratch, Puntenkoers |          |          |

## Wegwielrennen

### Overwinningen
2015
1e etappe Vredeskoers, Beloften
2018
1e en 6e etappe Ronde van Alentejo
Rutland-Melton International Cicle Classic
2019
3e etappe Ronde van Alentejo

### Resultaten in voornaamste wedstrijden op de weg
| Jaar | Ronde van Italië | Ronde van Frankrijk | Ronde van Spanje |
| ---- | ---------------- | ------------------- | ---------------- |
| 2020 |                  |                     |                  |
| 2021 |                  |                     |                  |

| Jaar | Milaan-San Remo | Gent-Wevelgem | Parijs-Roubaix |
| ---- | --------------- | ------------- | -------------- |
| 2020 | opgave          |               |                |
| 2021 |                 | opgave        | opgave         |

## Ploegen
- 2017 –  SEG Racing Academy
- 2018 –  Team Wiggins
- 2019 –  Team Wiggins Le Col
- 2020 –  Movistar Team
- 2021 –  Movistar Team
- 2022 –  Saint Piran

Affini · van den Berg · Bol · Cullaigh · Eriksson · Evensen · Jakobsen · Janssen · de Jong · Kooistra · Lenderink · Maas · Peters · Schelling · de Vries · Williams · Meeus (stagiair)
Cullaigh · Donovan · Downey · Draper · Fouche · Georgi · Kerfoot-Robson · Navarro · O'Loughlin · Pidcock · Robinson · Sauvagnargues · Scott · Stewart · Teggart · Walker · Wood · Yates
Alba · Arcas · Betancur (tot 31/08) · Carretero · Cataldo · Cullaigh · Elosegui · Erviti · Hollmann · Jacobs · Jorgenson · E. Mas · L. Mas · Mora · Norsgaard · Oliveira · Pedrero · Prades · Roelandts · Rojas · Rubio · Samitier · Sepúlveda · Soler · Torres · Valverde · Verona · Villella
Alba · Arcas · Carretero · Cataldo · Cullaigh · Elosegui · Erviti · García · González ·  Hollmann · Jacobs · Jorgenson · López (tot 1/10) · E. Mas · L. Mas · Mora · Mühlberger · Norsgaard · Oliveira · Pedrero · Rojas · Rubio · Samitier · Serrano · Soler · Torres · Valverde · Verona · Villella